# Comunità montana valli del Nure e dell'Arda
La Comunità montana valli del Nure e dell'Arda era una Comunità montana della Provincia di Piacenza (Emilia-Romagna). Si estendeva per 642 km² nella parte est della provincia, confinando con la ex Comunità montana Valli del Taro e del Ceno in provincia di Parma.
L'Emilia-Romagna aveva organizzato il proprio territorio montano in 18 Comunità montane di cui tre insistono sulla provincia di Piacenza; la regione sostiene lo sviluppo sociale ed economico di queste comunità.
Aveva sede in piazza C. Colombo, 6 a Bettola.
La comunità era costituita da 8 comuni, 4 in val Nure:
- Ponte dell'Olio
- Bettola
- Farini
- Ferriere

Quattro in val d'Arda:
- Gropparello
- Lugagnano Val d'Arda
- Morfasso
- Vernasca

Nel 2008 è stata emessa una delibera dalla Regione Emilia-Romagna che propone lo scioglimento della comunità montana e una riorganizzazione territoriale in unioni di comuni.
In seguito a tale delibera si creano nelle due valli quattro enti diversi a cui hanno aderito i vari comuni della ex comunità, tranne Lugagnano Val d'Arda, più quelli nuovi. Le nuove unioni di comuni sono così formate:
- Unione Alta Val Nure, composta da quattro comuni: Bettola, Farini, Ferriere e Ponte dell'Olio.
- Unione Val Nure e Val Chero, è composta da cinque comuni: Carpaneto Piacentino, Gropparello, Podenzano, San Giorgio Piacentino e Vigolzone.
- Unione Alta Val d'Arda, è composta da tre comuni: Castell'Arquato, Morfasso e Vernasca.
- Unione Bassa Val d'Arda Fiume Po, è composta da sette comuni: Besenzone, Caorso, Castelvetro Piacentino, Cortemaggiore, Monticelli d'Ongina, San Pietro in Cerro e Villanova sull'Arda.